# Merketal

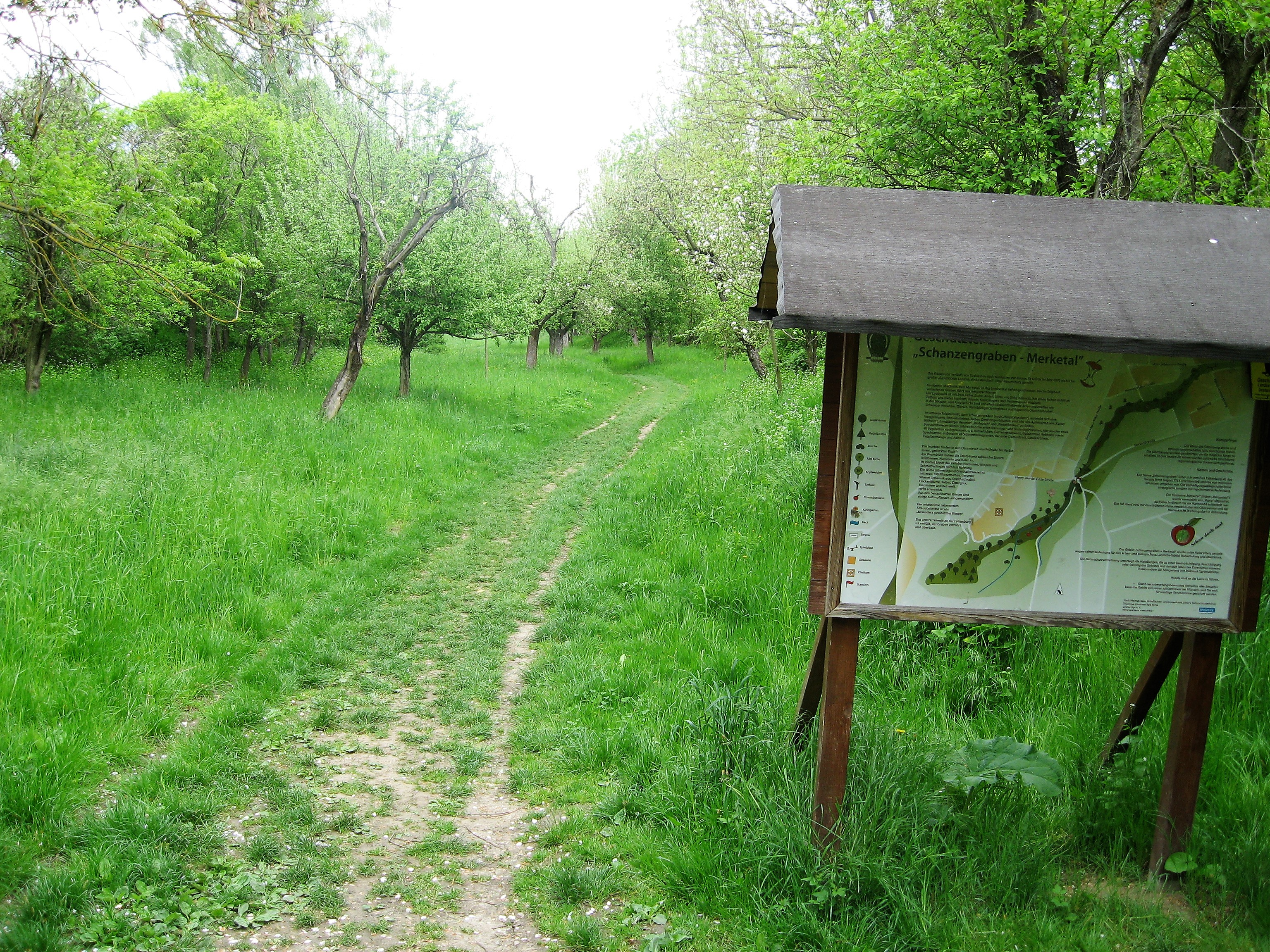
Geschützter Landschaftsbestandteil "Schanzengraben-Merketal", Weimar

## Beschreibung des Tals

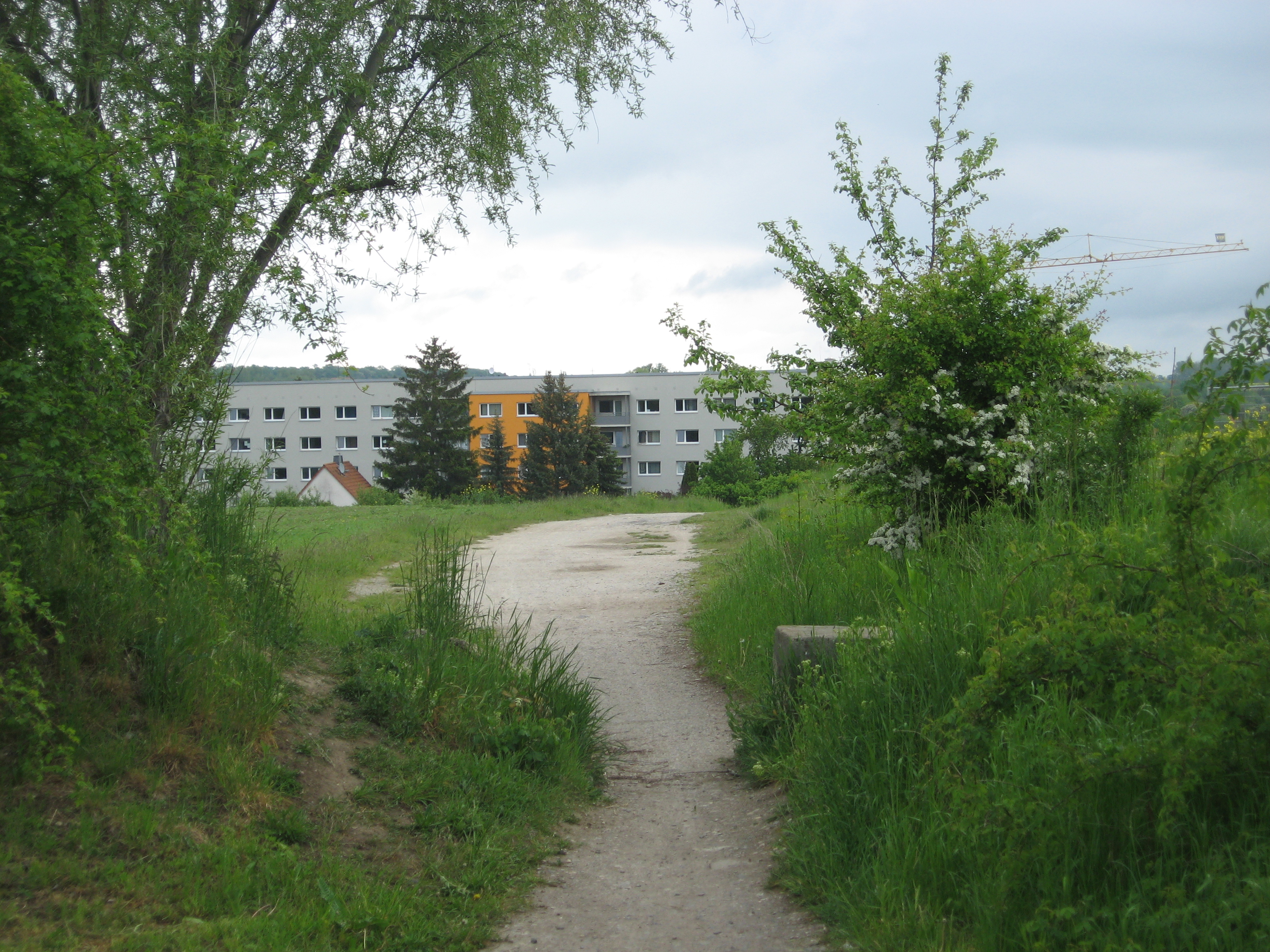
Studentenwohnheim im Merketal

Das Merketal in Weimar befindet sich südlich der nach Gelmeroda führenden B 85 im Bereich der Tonplatten des oberen Muschelkalk. Der dort beginnende Einschnitt, der in östlicher Richtung die Ilmtalstörung schneidet, ist durch Lößlehm verhüllt und durch Schichten des unteren Keupers und Travertins in die Ilmaue führt. Es ist ein langgezogenes Erosionstal. Das Tal wurde 1594 erstmalig erwähnt als "im mergenthale", was möglicherweise auf die Hl. Maria zurückgeht. Im Tal (Märgedaal) war ein Marienbild aufgestellt, was vielleicht mit dem Kloster Oberweimar und/oder mit der Ehringsdorfer Marienkirche in Verbindung stand. Es gibt keinen Fluss oder Bach der dem Tal seinen Namen gegeben hätte. Für den unteren Bereich des Merketals ist die Bezeichnung Schanzengraben verbreitet, die sich von den Befestigungen an der ehemaligen Falkenburg herleitet.  Das rein repräsentative Fort Falkenburg war unter Herzog Ernst August I. im Jahre 1731 errichtet worden. Ein Sportplatz in Oberweimar nahe der Ilm trägt den Namen und erinnert so an die ehemalige Falkenburg.  Das Erosionstal hat teilweise strukturreichen Laubwald mit hohem Altholzanteil zu bieten. Im Bereich des Schanzengrabens, oder Hospitalgrabens, ist eine große Streuobstwiese, während im Unterwuchs eine Glatthaferwiese dominiert. In nördlicher Richtung grenzt an das Merketal das Wohngebiet Große Sackpfeife/Merketal, südlich sind landwirtschaftliche Nutzflächen. Rund um Schanzengraben liegen viele  Gärten.

## Varia
Es gibt die nach dem Tal benannte Merketalstraße in Weimar.  In Richtung Belvedere befindet sich das Gehädrich. In der Merketalstraße befindet sich der Studentenclub Merketal e. V. die von der Belvederer  Allee beginnenden  Merketalstraße geht am Sophien- und Hufeland-Klinikum Weimar in die Henry-van-de-Velde-Straße über und an der Berkaer Straße endet. Sie markiert zugleich das Ende der Rainer-Maria-Rilke-Straße. In der Merketalstraße 23 wohnte der Maler Alexander Olbricht.
Die Bebauungspläne, denen der Weimarer Stadtrat mit knapper Mehrheit zugestimmt hatte, stoßen bei den Anwohnern, insbesondere von Neu-Ehringsdorf, nicht unbedingt auf Gegenliebe. Das ist umso weniger der Fall anbetrachts dessen, dass es sich seit dem 3. Mai 2001 um ein eigentlich geschütztes Gebiet handelt, das sich bis in den sog. Schanzengraben bei der Falkenburg erstreckt.
Das Merketal wird von den Buslinien 2 und 8 angefahren. Siehe: Stadtwirtschaft Weimar.

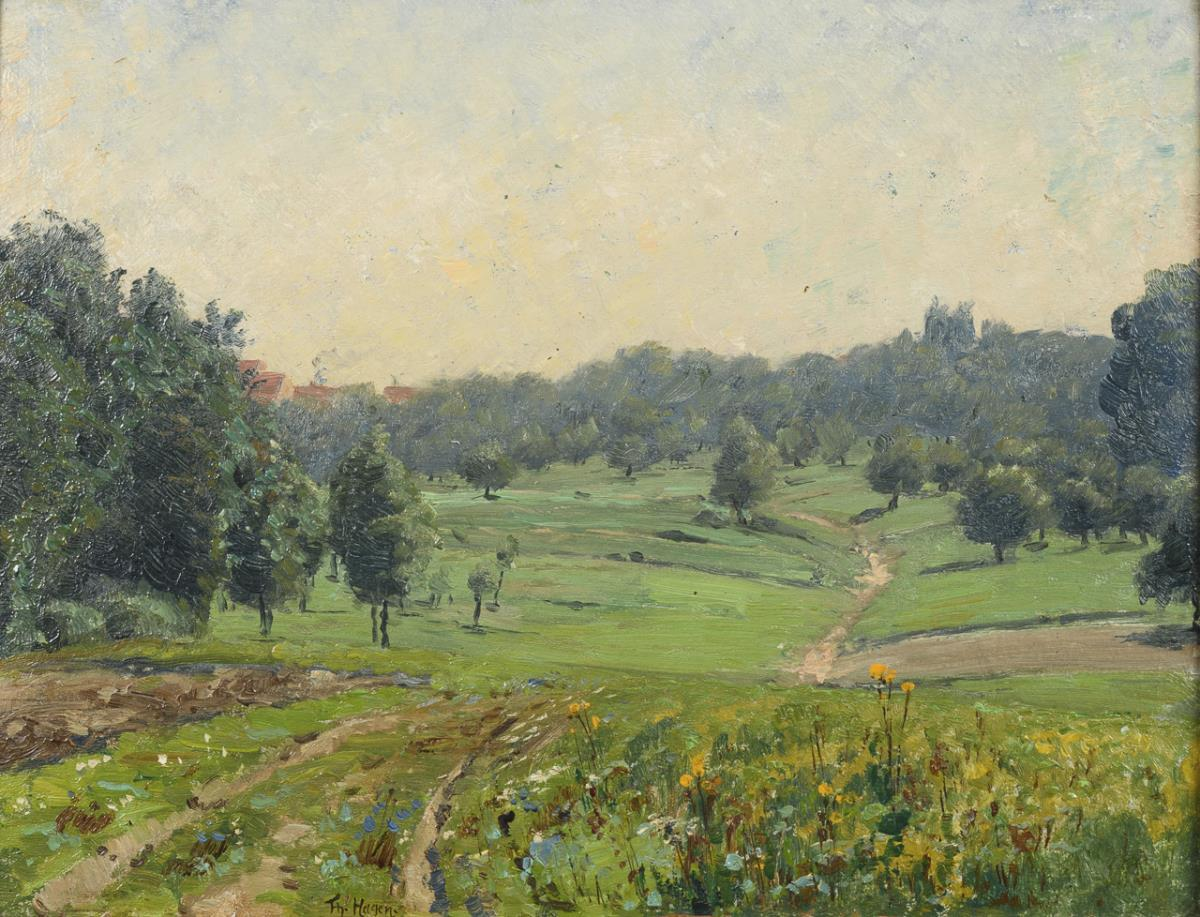
Theodor Hagen: Am Schanzengraben

Der zur Weimarer Malerschule gehörige Theodor Hagen malte ein Gemälde unter dem Titel: Am Schanzengraben. Auch Rudolf Ridel malte den Schanzengraben 1880. Er gehörte ebenfalls zur Weimarer Malerschule. Diese beiden sind nicht die Einzigen der Weimarer Malerschule, die dieses Motiv wählten.